# Sant Marçal de Relat
Sant Marçal de Relat és una església del municipi d'Avinyó protegida com a bé cultural d'interès local.

## Descripció
Església d'una sola nau, sense absis, mancada totalment d'ornamentació i amb la façana a ponent, façana on s'obre una porta central d'arc de mig punt amb grans dovelles i sobre la qual hi ha una petita finestra de simple esqueixada i amb un arc de mig punt monolític. El campanar és a ponent de l'edifici i és de planta quadrada i format per dos pisos amb obertures d'arcs de mig punt.

## Història
Per les restes de Ceràmica trobades a l'entorn de l'església de Sant Marçal així com les tombes de fossa són, juntament amb les notícies documentals, testimonis per a afirmar que la primera església de Sant Marçal era romànica. Des del 951 és documentada com a parròquia i com tot el lloc de Relat passà dependre del monestir de Ripoll per donació de la família Lluçà. Al segle xvii l'església deixa d'ésser parròquia i esdevingué sufragània de Santa Eugènia de Relat. El temple romànic fou molt transformat: la volta fou substituïda per una de gòtica, l'any 1775 fou substituït l'absis per un presbiteri quadrat, fou oberta la porta de ponent i erigit el campanar de torre.